# 이종현 (정치인)
이종현(李宗鉉, 1903년 3월 5일 ~ 1959년 1월 7일, 평안남도 덕천시)은 대한민국의 국회의원, 행정 공무원이었다.

## 주요 약력
- 신의주중학교 졸업
- 일본 유학을 마치고 귀국하여 3·1운동에 참가한 뒤 3년 복역
- 해방 후 평안남도 인민위원회 운수부장에 선임됨.
- 그 후 월남하여 조선민주당 사무국장, 대한독립촉성국민회 총무부장 역임
- 1948년 10월 18일 강원도지사로 임명받아, 1948년 10월 25일 강원도지사로 부임하여 산업확충과 식량대책 등의 포부를 밝혔다.[1] 강원도지사로는 1949년 2월 23일까지 재직하고 이어 1949년 2월 23일부터 1950년 1월 20일까지는 농림부장관직을 수행하였다.
- 제2대 국회의원(마포을) 무소속
- 1950년 7월 28일부터 1951년 3월 8일까지 제2대 국회 산업위원회 위원장을 맡았다.
- 한국민주당 최고위원
- 1954년경, 흥남(혹은 흥한)방적주식회사 사장
- 한국은행 금융통화위원

## 역대 선거 결과
|  | 25.09% |

|  | 37.03% |

## 참고 자료
- 이종현 - 대한민국헌정회
- 강원도청
- 국사편찬위원회

| 전임 이정규 (미군정 강원도지사) | 초대 강원도지사 1948년 10월 18일 ~ 1949년 2월 23일 | 후임 강치봉 (권한대행) |

| 전임 조봉암 | 제2대 농림부 장관 1949년 2월 23일 ~ 1950년 1월 20일 | 후임 윤영선 |